# José Rozo Contreras
José Rozo Contreras (Bochalema, 7 de enero de 1894-Bogotá, 12 de octubre de 1976) fue un compositor, director, multiinstrumentista y docente colombiano.

## Inicios y trayectoria
Comenzó su formación musical a temprana edad en Pamplonita, Norte de Santander con el sacerdote Francisco de Paula Rivera. Entre 1904 y 1911 fue el organista en la iglesia y miembro del coro. En 1913 entró voluntariamente en el servicio militar, donde se desempeñó como flautista, clarinetista y saxofonista de la Banda del Regimiento Santander Número 5 dirigida por Celestino González Villamizar. Posteriormente funda su primera banda sinfónica, la "Banda Sinfónica de Córdoba de Durania". Conoce este mismo año a la soprano Carmen García Cornejo quien estrena la temprana composición vocal del maestro; la canción Victoria en un concierto lírico en Bucaramanga. Ella incentivó al joven músico a estudiar composición y dirección en Estados Unidos o Europa
En agosto de 1916, nombrado por la Gobernación de Santander, concretamente por la Dirección de Instrucción Pública a cargo del señor Rozo Cala se convierte en profesor de música y canto en diversas escuelas primarias de Bucaramanga, oficio que realizó también en la Escuela de Artes y Oficios de Bucaramanga y en la Escuela Normal de Varones. Durante su permanencia en esta ciudad fue profesor de piano y de violín. Fueron sus discípulos: Miryam y Paulina Gómez Cornejo, Lucila Parra, María Helena Puyana y Roberto García Peña, Director del diario “El Tiempo” en ese entonces. Con las escuelas primarias de Bucaramanga, debutó el 12 de octubre de 1916, en uno de los parques de la ciudad. El maestro Alejandro Villalobos le cedió la dirección de la Banda Departamental para acompañar los cantos que, previamente, había instrumentado el maestro Rozo Contreras.
En julio de 1924 viaja a Roma donde estudió violín con Oscar Zuccarini, primer violín de la Orquesta Sinfónica de Roma, al mismo tiempo, armonía y contrapunto con Cesare Dobice, composición y dirección para banda con Alessandro Vessella y música sacra con el sacerdote Raffaele Casimiri. En 1929 viaja a Viena para estudiar en el Neues Wiener Konservatorium, actualmente la Universidad de Música y Arte Dramático de Viena donde completó estudios en dirección y composición con Eugén Zador y Rodolf Nilius. El 14 de diciembre de 1930 es estrenada su obra la suite Tierra Colombiana (Obertura, Intermezzo y Valse) por la Orquesta Sinfónica de Viena bajo la dirección del austriaco Anton Konrath, recibiendo elogios por parte del público vienés. Regresó a Colombia el 6 de agosto de 1931.
A su llegada fue nombrado director de la Banda Sinfónica de Norte de Santander hasta 1933 cuando fue nombrado director de la Banda Nacional de Bogotá en la cual permaneció como tal durante 40 años. Compuso la música del poema de Teodoro Gutiérrez Calderón, que posteriormente fue adoptado como himno del departamento de Norte de Santander, realizó las transcripciones para la orquesta sinfónica de los himnos de Colombia y Ecuador, y los arreglos corales del Himno nacional de Colombia. A partir del poema de Eduardo Carranza que se inicia con el verso "Manizales beso tu nombre", compuso la música para el actual Himno a Manizales, actual símbolo del municipio de Manizales. Compuso numerosas obras para voz y piano, coro a capela, banda sinfónica y orquesta. Es también muy reconocido por sus numerosos arreglos de música colombiana y música colombiana académica. Murió en la capital colombiana a la edad de 82 años.

## Composiciones
Obras para orquesta
- Alicia - Tango-serenata para orquesta - 1929
- Tierra Colombiana - Suite para orquesta - 1930
- Burlesca - Scherzo sinfónico para orquesta - 1940

 Obras y arreglos para banda
- Mariluz - Danza - 1922
- Marina - vals - 1922
- Victoria - Danza-canción para voz y banda de música - 1922
- Tierra Colombiana , Suite para banda - 1930
- Arlequines la Seda y Oro - Pasodoble
- Caracola - Para banda y solista de viento
- Himno Antioqueño - Para voz y banda
- Himno del colegio femenino La Picota - Para banda
- Himno del Ejército de Colombia - Para banda
- Himno del Norte de Santander -  Para voz y banda - Texto: Teodoro Gutiérrez Calderón
- Himno Eucarístico - Para banda
- Himno Nacional de Colombia - Para banda
- Mis 75 - pasillo

Obras y arreglos para coro mixto
- Ave Maria - Para coro mixto - 1927
- Himno Nacional de Colombia - Para coro mixto y coro masculino

Obra vocal
- Victoria - Canción para voz y orquesta - texto de Pedro Gómez Naranjo - 1913
- Ave María - Romanza, para voz y piano - 1927
- A ti  - Romanza, para voz y piano - texto: Silverio Palmieri - 1928
- Madre - Romanza, para voz y piano - texto: Juan Lozano y Lozano - 1928
- En el Brocal - Romanza para voz y piano - texto: Ismael Enrique Arciniegas - 1932
- Día de diciembre Romanza para voz y piano - texto: Carlos Villafañe - 1949
- Caracola - Canción para voz y piano - texto: Carlos López Narváez - 1958
- Exaltación - Romanza para voz y piano - texto: Andrés Pardo Tovar - 1958

Publicaciones
- Memorias de un Músico de Bochalema - Autobiografía, Cúcuta: Biblioteca de Autores Nortesantandereanos. Imprenta Departamental., 1960. 192 p.
- La Banda, su Desarrollo y su importancia para el arte y la cultura musical -  Boletín Latinoamericano de Música, Año IV, 1938.